# Карамалы-Губеево
Карамалы-Губеево (баш. Ҡарамалы-Ғөбәй) — село в Туймазинском районе Республики Башкортостан Российской Федерации. Административный центр Карамалы-Губеевского сельсовета.  Согласно переписи 2020 года население составляло 955 человек.

## География

### Географическое положение
Расстояние до:
- районного центра (Туймазы): 38 км,
- ближайшей ж/д станции (Кандры): 30 км.

## История
Село основано на вотчинных землях башкир Кыр-Еланской волости, до 1755 года башкирами-припущенниками, по другим данным — после 1756 года ясачными и служилыми татарами, когда по договору с вотчинниками земля была отдана в аренду Верхне-Троицкому заводу. Позже население села перешло в сословие тептярей. 
В «Списке населенных мест по сведениям 1870 года», изданном в 1877 году, населённый пункт упомянут как деревня Карамала-Губеева 2-го стана Белебеевского уезда Уфимской губернии. Располагалась при речке Усеньке, на просёлочной дороге из Белебея в Мензелинск, в 30 верстах от уездного города Белебея и в 35 верстах от становой квартиры в селе Верхне-Троицкий Завод. В деревне, в 90 дворах жили 500 человек (256 мужчин и 244 женщины, татары), были мечеть и водяная мельница.

## Население
| 2002 | 2009  | 2010  |
| ---- | ----- | ----- |
| 1052 | ↗1083 | ↗1120 |

Национальный состав
Согласно переписи 2002 года, преобладающие национальности —  башкиры (49 %), татары (47 %).

## Религия
В селе есть мечеть.

## Известные уроженцы, жители
- Ибрагимов Рифат Наильевич - человек года по версии журнала Time.
- Тухватуллин, Ришат Айратович — певец, народный артист Республики Татарстан, народный артист Республики Башкортостан.
- Газимов Линар Раильевич - Чемпион Республики Башкортостан по футболу, руководитель ДФК "Жемчужина".